# Кульбіда Микола Іванович
Микола Іванович Кульбіда (нар. 22 травня 1955, с. Северинівка, Україна) — український географ-метеоролог. Кандидат географічних наук. Директор (вересня 2011 - серпень 2024) Українського гідрометеорологічного центру.

## Життєпис
Микола Кульбіда народився 22 травня 1955 року в селі Северинівці Таращанського району Київської области України.
Закінчив Київський національний університет імені Тараса Шевченка (1977, спеціальність — метеорологія). Працював інженер-синоптиком Київського відділу метеорологічних прогнозів Українського бюро погоди (1977—1983), старшим інженером Київського відділу метеорологічних прогнозів Українського гідрометеорологічного центру (1983—1988), головним синоптиком Українського гідрометеорологічного центру (1988—1992), начальником (1992—2011) та директором (з вересня 2011 - серпня 2024) Українського гідрометеорологічного центру.

## Відзнаки
- Бронзова медаль ВДНГ СРСР,
- медаль «За трудовое отличие»,
- орден «За заслуги» ІІІ ступеня (1 грудня 2011)[1]
- звання «Почесний працівник гідрометслужби України»
- Відзнака «Почесний працівник Держводгоспу України»,
- Почесна грамота Кабінету Міністрів України (15 жовтня 2003)[2]